# Center for Samfundsansvar
 Der er for få eller ingen kildehenvisninger i denne artikel, hvilket er et problem. Du kan hjælpe ved at angive troværdige kilder til de påstande, som fremføres i artiklen.

Center for Samfundsansvar er et dansk center, der hører under Erhvervs- og Selskabsstyrelsen. Det blev oprettet i år 2007 og  centeret har til formål at udbrede og understøtte forretningsdrevet samfundsansvar (strategisk CSR) i danske virksomheder. Centrets websted indeholder hjælp til virksomhedernes arbejde med samfundsansvar i form af generel information, vejledninger, links, værktøjer, samt aktuelle blog-indlæg.